# Irisches Pfund

1 Irisches Pfund (Serie B – 1975–1990)

Das Irische Pfund (irisch punt Éireannach, englisch Irish pound; ISO 4217: IEP) war bis zum 31. Dezember 2001 die Währung Irlands und wurde von der irischen Zentralbank ausgegeben. Beim irischen Pfund galt, wie beim britischen Pfund auch, 100 Pence (irisch 100 pingin) = 1 Pfund (punt).
Bis Anfang der 1970er Jahre gab es – ebenso wie in Großbritannien und all seinen Kolonien – eine prädezimale Einteilung, also 4 Farthings (feoirling) = 1 Penny (pingin), 6 Pence = 1 Sixpence (réal), 12 Pence = 1 Shilling (scilling), 2 Shillings = 1 Florin (flóirín), 2 Shillings und 6 Pence = 1 Half Crown (leathchoróin), 5 Shillings = 1 Crown (coróin), 10 Shillings = 1 Half Sovereign (leathshabhran) und 20 Shillings = 1 Sovereign (sabhran) = 1 Pfund.
Vor Einführung des Euro waren folgende Stückelungen im Umlauf:
- Münzen: 1, 2, 5, 10, 20, 50 Pence und 1 Pfund
- Scheine: 5, 10, 20, 50 und 100 Pfund

Vor der Umstellung auf die Dezimalwährung gab es Münzen im Wert von einem Farthing, einem halben Penny, einem Penny, drei Pence, sechs Pence, einem Shilling, einem Florin und einer halben Crown. Nach der Umstellung wurden außerdem von 1971 bis 1986 ½-Penny-Münzen geprägt.
Die Mitgliedschaft Irlands im Europäischen Währungssystem bedeutete 1979 das Ende der Parität mit dem britischen Pfund, die 150 Jahre bestanden hatte, obwohl in der Zeit verschiedene Münzen und Scheine in Irland und in Großbritannien im Umlauf waren. Vor 1979 wurden britische Scheine der Bank of England im irischen Einzelhandel oft akzeptiert, irische Scheine in Großbritannien aber meistens nicht. Eine ähnliche Situation besteht heute noch mit den Pfund-Scheinen der nordirischen und schottischen Geschäftsbanken, die in England und im Ausland nur begrenzte Akzeptanz genießen.
2002 wurde das Irische Pfund (Ir£) im Verhältnis 0,787564:1 durch den Euro ersetzt.